# Pygarctia grossbecki
Pygarctia grossbecki är en fjärilsart som beskrevs av Davis 1913. Pygarctia grossbecki ingår i släktet Pygarctia och familjen björnspinnare. Inga underarter finns listade.